# William Ackerman
William Ackerman (Alemania del Este, 16 de noviembre de 1949) es un guitarrista y compositor estadounidense conocido por su labor como productor discográfico y cofundador del sello Windham Hill Records.
A lo largo de su trayectoria ha obtenido un premio Grammy en 2004, por su álbum Returning, y 6 nominaciones adicionales.

## Biografía
Aunque nació en Alemania del Este, Ackerman fue adoptado por una pareja norteamericana y vivió en Palo Alto (California), desde su niñez. Trasladado al Condado de Windham, Vermont (Nueva Inglaterra), con solo doce años comienza a tocar la guitarra en público, que había aprendido de forma autodidacta (aunque dio clases, durante un breve periodo, con Robbie Basho). Desarrolló un estilo modal, tocando con afinación en acorde abierto, al estilo hawaiano de guitarra. Tras una estancia en la Universidad Stanford, para estudiar inglés e historia, abandona y estudia las profesiones de constructor y carpintero, trabajando a la vez para algunas compañías discográficas.
Su primer álbum se publica en 1976 con el título The Search for the Turtle's Navel, posteriormente renombrado In Search of the Turtle's Navel, y su distribución se limitó a la librería de Anne Robinson, que sería más tarde su pareja. El mismo año funda la compañía Windham Hill Records con la finalidad de dar a conocer la música de guitarristas poco conocidos.  
En 1980, Ackerman obtuvo un contrato de colaboración con el sello Pickwick Records y comienza a fichar a los principales iconos del estilo musical que se denominó new age, entre ellos al pianista George Winston y el guitarrista Michael Hedges. En 1991 se desvinculó del sello discográfico, tras vender su parte a una multinacional, y prosiguió su trayectoria en solitario y como cazatalentos. En 1993 fundó un nuevo sello y estudio de grabación en Vermont, Imaginary Road Studios, con los que ha editado nuevas grabaciones de artistas de estilo musical similar al de Windham Hill.
Ackerman fue jurado de la 41.ª edición de los Independent Music Awards, que apoyan la carrera de artistas independientes.

## Discografía
- The Search for the Turtle's Navel (más tarde renombrado: In Search of the Turtle's Navel) (1976) – Solo guitarra.
- It Takes a Year (1977) – Solo guitarra.
- Childhood and Memory (1979) – Solo guitarra, salvo algunos duetos.
- Passage (1981) – Duetos (incluido uno con George Winston).
- Past Light (1983) – duetos (incluido uno con Michael Hedges).
- Conferring with the Moon (1986) – Duetos y algún trío.
- Imaginary Roads (1988) – Duetos y tríos.
- The Opening of Doors (1992) – Duetos y tríos, algunas piezas con la guitarra eléctrica de Buckethead, y teclados.
- A Windham Hill Retrospective: William Ackerman (1993) –
- Sound of Wind Driven Rain (1998) – Solos, duetos y tríos.
- Hearing Voices (2001) – Con la participación de diversos cantantes.
- Returning (2004) – Ganador de un Grammy en 2004, en la categoría de "Mejor álbum de New Age".
- Pure Will Ackerman (2006) – Recopilatorio.
- Meditations (2008) – Con diversas orquestaciones.  Nominado para los Grammy de 2008.
- New England Roads (2010) – 9 nuevos temas y 4 versiones de temas ya editados.
- 2010: New England Roads[9]
- 2017: Flow [10]
- 2019 Flow Promise (LMB Music)[11]
- 2019 Four Guitars
- 2021 Brothers (Retso Records)
- 2022 Positano Songs (West River Records)

Recopilatorios
- 1993: A Windham Hill Retrospective (Windham Hill)
- 2006: Pure Will Ackerman (Windham Hill)